# Scorpiops longimanus
Espèce
Synonymes
- Euscorpiops longimanus (Pocock, 1893)

Scorpiops longimanus est une espèce de scorpions de la famille des Scorpiopidae.

## Distribution
Cette espèce se rencontre au Bangladesh, en Inde au Meghalaya, en Assam et en Arunachal Pradesh et en Birmanie.

## Description
La femelle holotype mesure 50 mm. Scorpiops longimanus mesure de 45 à 70 mm.

## Systématique et taxinomie
Cette espèce a été décrite sous le protonyme Scorpiops longimanus par Pocock en 1893. Elle est placée dans le genre Euscorpiops par Kovařík en 1998. Elle est replacée dans le genre Scorpiops par Kovařík, Lowe, Stockmann et Šťáhlavský en 2020.

## Publication originale
- Pocock, 1893 : « Notes on the classification of Scorpions, followed by some observations upon synonymy, with descriptions of new genera and species. » Annals and Magazine of Natural History, sér. 6, vol. 12, p. 303–330 (texte intégral).